# Villa Hold

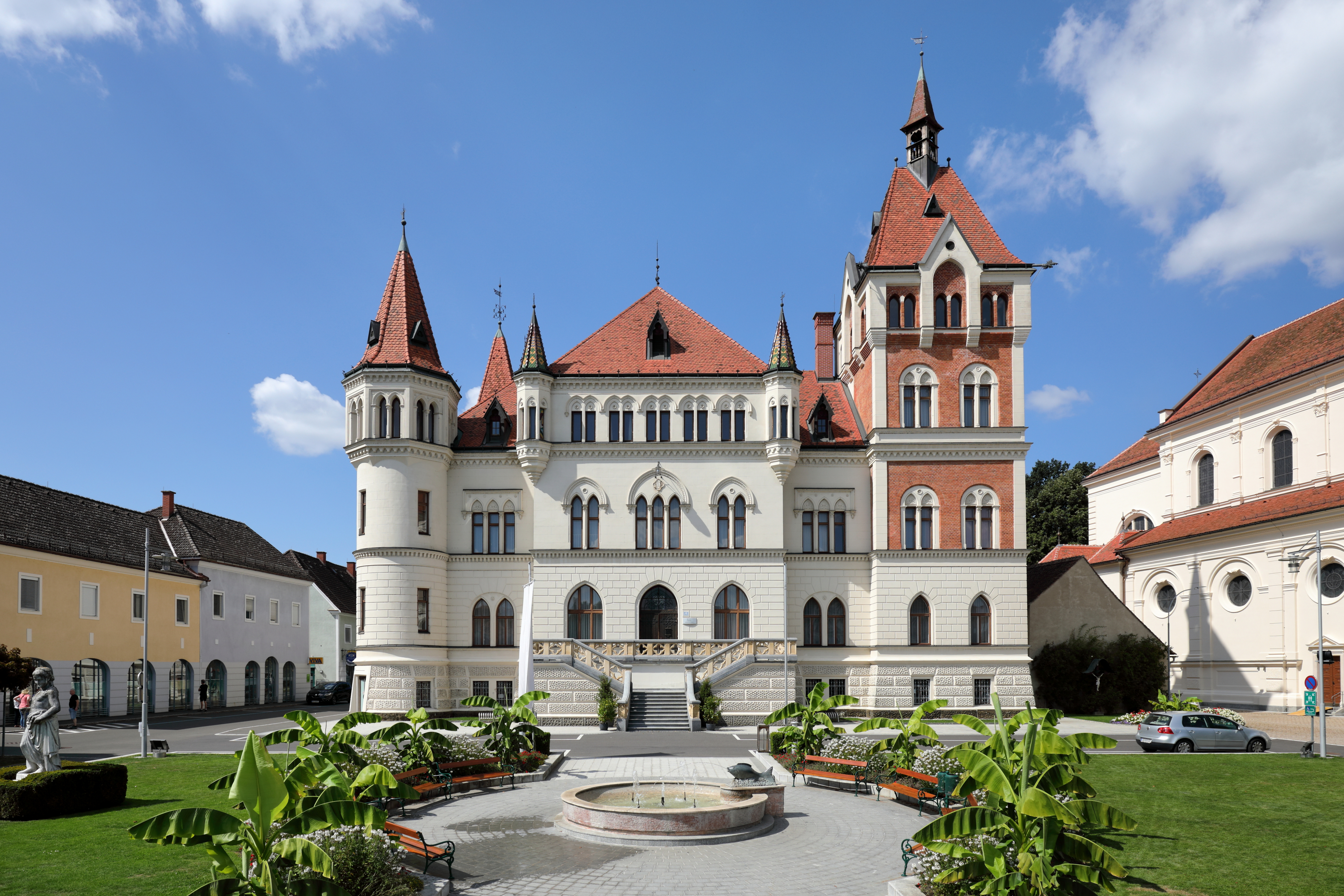
Die Villa am Hauptplatz

Die Villa Hold (auch: Holdenhof oder Alte Sparkasse) ist eine denkmalgeschützte (Listeneintrag) Villa in Feldbach in der Steiermark.
Das am Kirchenplatz zwischen Pfarrkirche und Hauptplatz stehende, im neugotischen Stil zwischen 1890 und 1892 errichtete Gebäude wurde nach den Plänen des Grazer Architekten August Gunolt im Auftrag der vermögenden Brauerei- und Hotelbesitzerin Josefine Hold (1852–1927) ausgeführt. Sie war die Witwe des 1878 früh verstorbenen Brauereibesitzers Engelbert Hold, ein Neffe von Franz Hold (1806–1872), dem Besitzer der Brauerei Puntigam. Wegen finanzieller Schwierigkeiten musste Josefine Hold 1902 die Brauerei mitsamt der Villa verkaufen. Im Jahre 1918 wurde das Gebäude von der örtlichen Sparkasse angekauft und von Kriegsgefangenen für den Sparkassenbetrieb adaptiert. 1973 wurde die Villa der städtischen Musikschule und dem Gesangsverein zur Verfügung gestellt. Außerdem sind darin das Standesamt und der Staatsbürgerschaftsverband untergebracht. Seit dem 16. Juni 2023 befindet sich in der umgebauten Villa Hold die Stadtverwaltung der Stadt Feldbach.